# Uget
uGet — свободный, кроссплатформенный менеджер загрузок с открытым исходным кодом.

## Особенности
- Поддержка 29 языков[4].
- Использование на нижнем уровне libcurl (ограниченные возможности) или aria2[5].
- Загрузка файлов по протоколам HTTP, HTTPS, FTP, и BitTorrent.
- Авторизация по FTP.
- Пакетная закачка.
- Многопоточная закачка.
- Установка ограничения скорости.
- Закачка одного файла с нескольких источников.
- Возможность докачивать файлы после разрыва соединения.
- Возможность создавать шаблоны для загружаемых файлов.
- Мониторинг буфера обмена.
- Выключение компьютера после завершения закачек[4].